# Lasse Mølhede
Lasse Mølhede (* 25. Oktober 1993 in Ikast) ist ein dänischer Badmintonspieler.

## Karriere
Mølhede feierte seinen ersten internationalen Erfolg, als er 2011 mit Mathias Rud Pedersen beim Danish Junior Cup siegreich war. 2015 zog er bei den Finnish International im Herrendoppel und bei den Iceland International im Mixed mit Trine Villadsen ins Endspiel ein. Im Jahr darauf triumphierte Mølhede mit seinem Sieg bei den Norwegian International an der Seite des Neuseeländers Oliver Leydon-Davis erstmals bei einem internationalen Wettkampf der Erwachsenen. 2017 stand er bei den dänischen Meisterschaften in zwei Disziplinen auf dem Podium. Außerdem siegte er im Herrendoppel bei den Dutch International und erreichte im Gemischten Doppel das Finale der Norwegian International. Im nächsten Jahr wurde Mølhede mit Sara Lundgaard Zweiter bei den Austrian International und kam bei den nationalen Titelkämpfen unter die besten drei. Mit Leydon-Davis siegte er bei den Swedish Open und wurde bei den Austrian International Vizemeister, bevor er mit seinem neuen Partner fürs Herrendoppel, Mathias Bay-Smidt, bei den Italian International siegreich war. 2019 verteidigte Mølhede seinen Titel bei den Swedish Open und kam mit seinem Finaleinzug bei den SaarLorLux Open erstmals bei einem Turnier der BWF World Tour ins Endspiel. Außerdem gewann der Däne im Herrendoppel die nationale Meisterschaft. Im folgenden Jahr siegte er mit Jeppe Bay bei dem World-Tour-Wettkampf in Saarbrücken, während er bei den dänischen Meisterschaften Zweiter wurde. 2022 war Mølhede Teil der dänischen Nationalmannschaft, die beim Thomas Cup, der Weltmeisterschaft der Herrenteams, die Bronzemedaille gewann.

## Sportliche Erfolge
| Jahr | Veranstaltung               | Platz | Disziplin    | Spielpartner      |
| ---- | --------------------------- | ----- | ------------ | ----------------- |
| 2017 | Dänische Meisterschaft 2017 | 3.    | Herrendoppel | Kasper Antonsen   |
| 2017 | Dänische Meisterschaft 2017 | 3.    | Mixed        | Maria Helsbøl     |
| 2018 | Dänische Meisterschaft 2018 | 3.    | Mixed        | Sara Lundgaard    |
| 2019 | Dänische Meisterschaft 2019 | 1.    | Herrendoppel | Mathias Bay-Smidt |
| 2020 | Dänische Meisterschaft 2020 | 2.    | Herrendoppel | Mathias Bay-Smidt |
| 2021 | Dänische Meisterschaft 2021 | 3.    | Herrendoppel | Jeppe Bay         |
| 2022 | Dänische Meisterschaft 2022 | 3.    | Herrendoppel | Mathias Thyrri    |

| Jahr | Veranstaltung                | Platz | Disziplin    | Spielpartner         |
| ---- | ---------------------------- | ----- | ------------ | -------------------- |
| 2011 | Danish Junior Cup 2011       | 1.    | Herrendoppel | Mathias Rud Pedersen |
| 2015 | Finnish International 2015   | 2.    | Herrendoppel | Nicklas Mathiasen    |
| 2015 | Iceland International 2015   | 2.    | Mixed        | Trine Villadsen      |
| 2016 | Norwegian International 2016 | 1.    | Herrendoppel | Oliver Leydon-Davis  |
| 2017 | Norwegian International 2017 | 2.    | Mixed        | Alexandra Bøje       |
| 2017 | Dutch International 2017     | 1.    | Herrendoppel | Oliver Leydon-Davis  |
| 2018 | Austrian International 2018  | 2.    | Herrendoppel | Oliver Leydon-Davis  |
| 2018 | Austrian International 2018  | 2.    | Mixed        | Sara Lundgaard       |
| 2018 | Italian International 2018   | 1.    | Herrendoppel | Mathias Bay-Smidt    |
| 2019 | Swedish Open 2019            | 2.    | Herrendoppel | Mathias Bay-Smidt    |
| 2019 | SaarLorLux Open 2019         | 2.    | Herrendoppel | Mathias Bay-Smidt    |
| 2020 | SaarLorLux Open 2020         | 1.    | Herrendoppel | Jeppe Bay            |
| 2022 | Thomas Cup 2022              | 3.    | Mannschaft   | Dänemark             |